# 2007 في الفلبين
فيما يلي قوائم الأحداث التي وقعت خلال عام 2007 في الفلبين.

## سياسة

### تعيين في المنصب
- 30 يونيو – آلان بيتر كايتانو عضو مجلس الشيوخ الفلبيني ‏.
- 30 يونيو – انطونيو تريلانس الرابع عضو مجلس الشيوخ الفلبيني ‏.
- 30 يونيو – بنيغنو آكينو عضو مجلس الشيوخ الفلبيني ‏.
- 30 يونيو – غريغوريو هوناسان عضو مجلس الشيوخ الفلبيني ‏.
- 30 يونيو – فرنسيس إسكوديرو عضو مجلس الشيوخ الفلبيني ‏.
- 30 يونيو – لورين يغاردا عضو مجلس الشيوخ الفلبيني ‏.

### انتهاء فترة المنصب
- 1 فبراير – غلوريا ماكاباغال أرويو وزير الدفاع الوطني [الإنجليزية]‏.
- 30 يونيو – آلان بيتر كايتانو عضو مجلس النواب في الفلبين ‏.
- 30 يونيو – الفريدو ليم عضو مجلس الشيوخ الفلبيني ‏.
- 30 يونيو – بنيغنو آكينو عضو مجلس النواب في الفلبين ‏.
- 30 يونيو – فرانكلين دريلون عضو مجلس الشيوخ الفلبيني ‏.
- 30 يونيو – فرنسيس إسكوديرو عضو مجلس النواب في الفلبين ‏.

## برامج ومسلسلات وأنمي
- كابتن فلامنجو

## وفيات

### يونيو
- 2 يونيو – باولو كامبوس (مواليد 1921) طبيب فلبيني.

### يوليو
- 14 يوليو – جيدو بابيلونيا (مواليد 1966) لاعب كرة سلة فلبيني.